# Manzoni (metrostation)

Manzoni is een metrostation in het centrum van de Italiaanse hoofdstad Rome. Het station werd geopend op 16 februari 1980 en wordt bediend door lijn A van de metro van Rome.

## Geschiedenis
In 1941 werd een uitbreidingsplan voor de Romeinse metro gepresenteerd, dat naast de opgeschortte lijn naar EUR (lijn B), ook een lijn tussen Monte Mario en Ostia kende. Het deeltraject Vittorio Emanuele – Re di Roma werd overgenomen, met Manzoni als een van de stations, toen het tracé in 1959 werd vastgesteld. De bouw begon in 1963 maar werd opgeschort toen bleek dat de openbouwputmethode veel verkeershinder verzoorzaakte. Het ontwerp werd aangepast en na vijf jaar werd de bouw hervat. In plaats van de openbouwput tunnel werd een geboorde tunnel tussen Manzoni en Colli Albani aangelegd. De opening stond gepland voor 1966/67, maar de gewijzigde tunnelbouw ten zuiden van Manzoni en archeologische vondsten ten noordwesten van Termini leidden ertoe dat de oplevering pas in de zomer van 1979 plaatsvond en het reizigersverkeer pas in februari 1980 begon. 

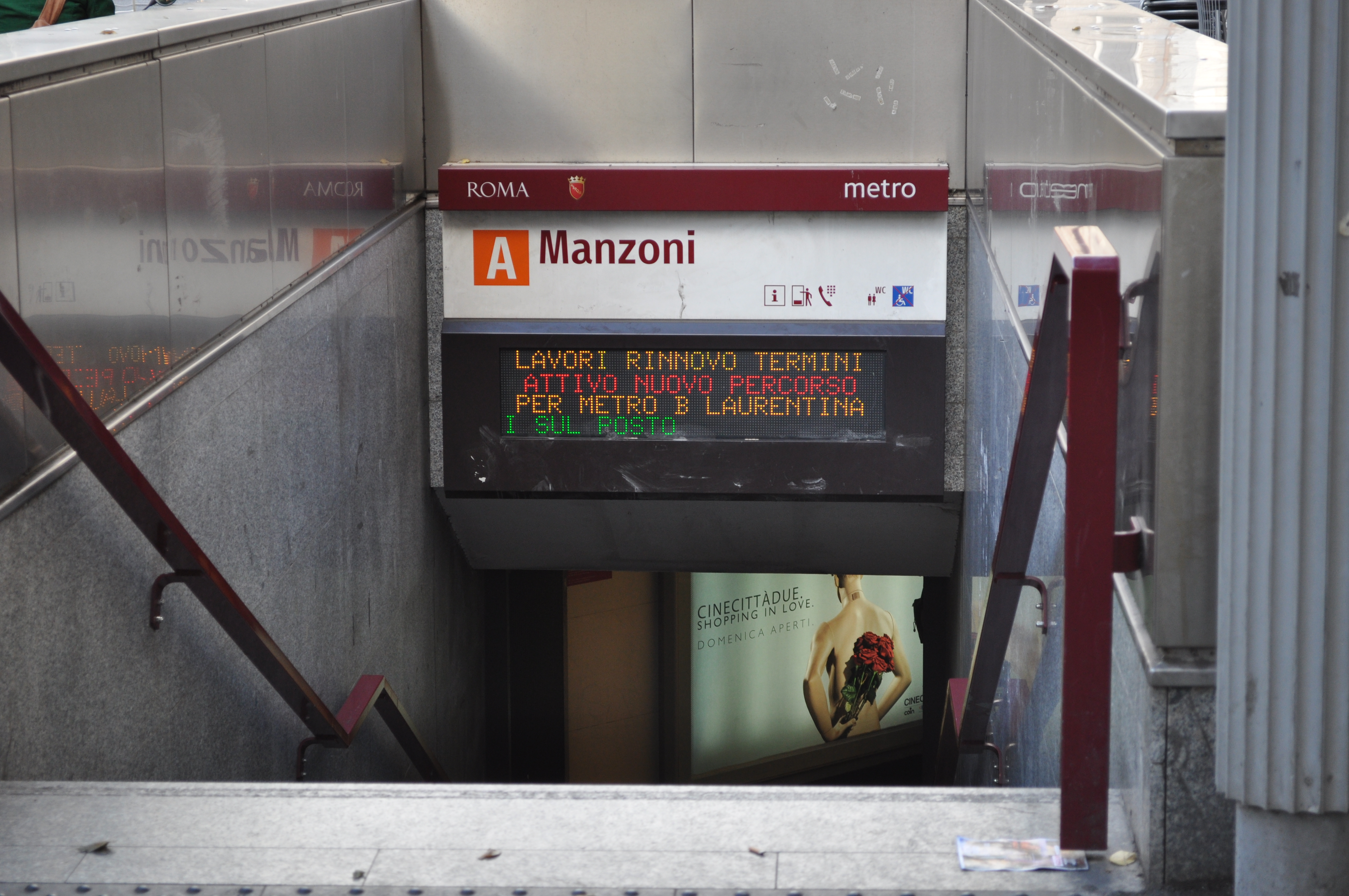
Een van de vier trappen bij het kruispunt
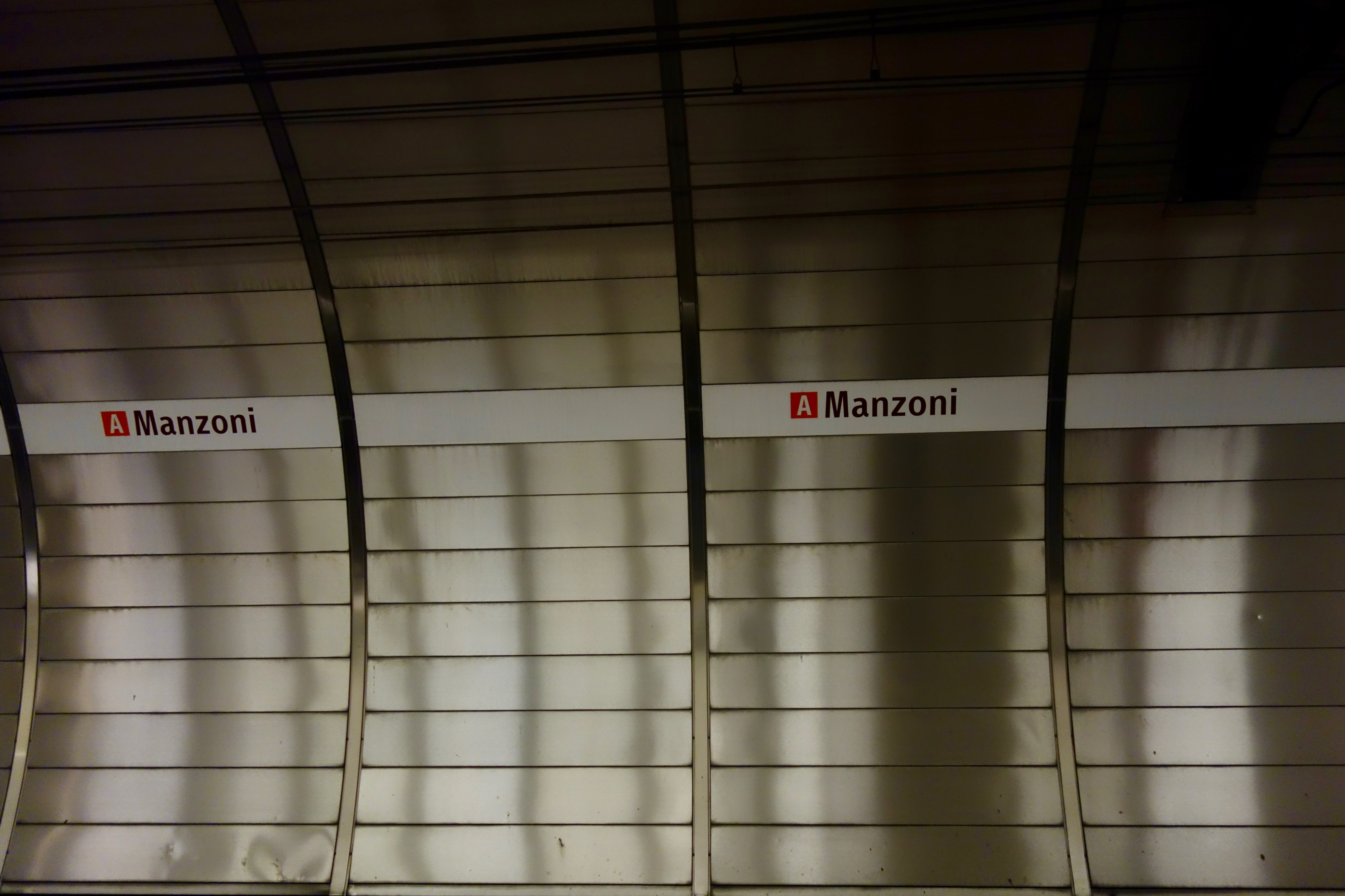
De tunnelbekleding na de verbouwing
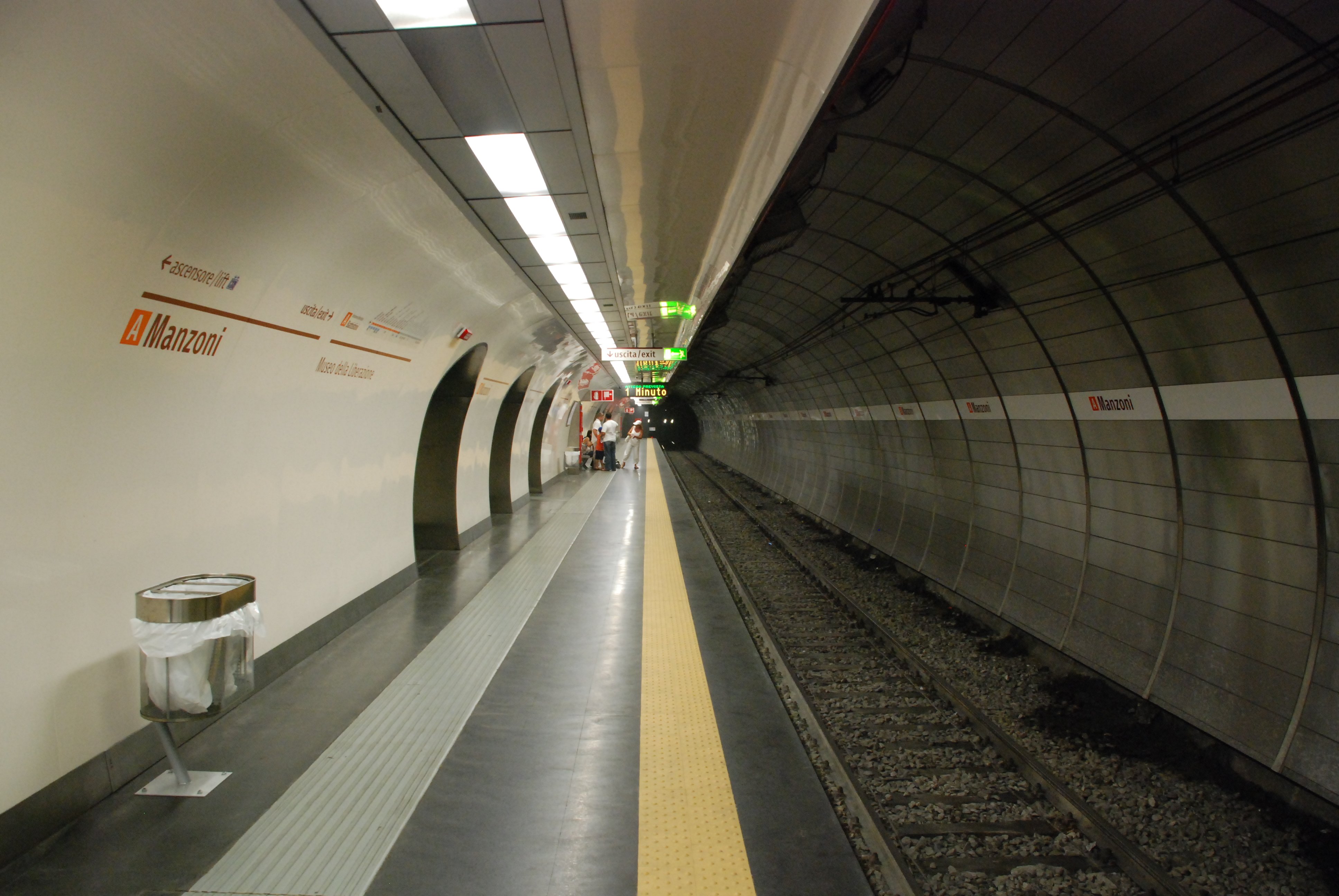

## Inrichting
Het station ligt onder het kruispunt van de Viale Manzoni en via Emanuele Filiberto. De toegangen liggen op de hoeken aan de zuidkant van het kruispunt. De verdeelhal werd wel gebouwd in een openbouwput en ligt dus vlak onder het straat oppervlak. De verdeelhal is met roltrappen verbonden met halletjes tussen de perrons in de geboorde tunnels op 20 meter diepte. In 1980 was het station, net als de andere langs de lijn, afgewerkt in ruw beton met oranje plinten en armaturen, terwijl de tunnelwanden waren bekleed met golfplaten. Na 25 jaar dienst kwam groot onderhoud aan de orde en werd besloten om het groots aan te pakken. De metro's passeerden van januari 2006 tot oktober 2007 het station zonder te stoppen. Naast de vervanging van roltrappen en elektrische installaties werden ook voorzieningen, zoals liften, aangebracht voor gehandicapten. Behalve deze technische werkzaamheden werd ook de vormgeving van het station vernieuwd. Hierbij werd het ruwe beton van eind jaren 70 geheel voorzien van een witte beplating en golfplaten werden vervangen door roestvaststalen panelen waardoor het geheel een stuk helderder is dan bij de oplevering in 1979. De verlichting werd ondergebracht in een luifel boven het perron in plaats van in opgehangen armaturen. De bewegwijzering in het station kreeg een nieuwe typografie en braille voor slechtzienden. De verbouwing zou een jaar in beslag nemen maar ook nu zorgden archeologische vondsten voor vertraging. Toen het station op 8 oktober 2007 werd heropend werd ook de naam Museo della Liberazione toegevoegd als verwijzing naar het in de buurt gelegen bevrijdingsmuseum. De nieuwe inrichting diende als voorbeeld voor vergelijkbare projecten bij Termini, Lepanto en Ottaviano.